# تراین
تراین (به انگلیسی: Trine) یک بازی ویدئویی در سبک سکوبازی و معمایی، ساختهٔ فروزن‌بایت، که ابتدا در سال ۲۰۰۹ توسط شرکت نوبیلیس برای مایکروسافت ویندوز منتشر شد. استودیو بازی‌سازی فروزن‌بایت به مناسبت نخستین سالگرد عرضهٔ قسمت اول از مجموعه بازی‌های تراین، بروزرسان سه‌بعدی نسخهٔ رایانه‌های شخصی را در اختیار بازی‌کننده‌های این پلت‌فرم قرار داد.